# Gino Infantino
Gino Infantino (Rosario, 19 maggio 2003) è un calciatore argentino con passaporto italiano, centrocampista della Fiorentina.

## Caratteristiche tecniche
Centrocampista di piede mancino, Infantino è un giocatore che dimostra una grande duttilità dato che può essere schierato sia come interno che come mezzala ma può anche essere schierato come trequartista e anche come ala sinistra. Dotato di un'ottima velocità, è abile a saltare l'uomo grazie alla sua ottima tecnica che lo rende molto efficace in fase di impostazione e di costruzione. Abile nel palleggio, dimostra una discreta confidenza col gol grazie alla sua propensione agli inserimenti e un discreto tiro da fuori area.

## Carriera

### Club

#### Giovanili
Ha iniziato a giocare a calcio nei quattro anni di età con la squadra del Villa del Parque vicino a casa sua. Successivamente è andato nel Club Renato Cesarini, uno dei club più conosciuti di Rosario, dove è rimasto sei anni. Ancora bambino fu chiamato per una prova di 15 giorni al Real Madrid, allenandosi in Spagna. Rimane al Renato Cesarini fino all'età di undici anni quando andò a giocare nell'Agrupación Deportiva Infantil Unión Rosario (ADIUR). Nelle 4 stagioni all'ADIUR fece un altro provino in Spagna, per il Villareal, ma decise di rimanere ancora in Argentina.

#### Rosario Central
Arrivato nel settore giovanile del Rosario Central nel 2018, debutta in prima squadra il 13 novembre 2020 in occasione dell'incontro di Copa Diego Armando Maradona perso 4-2 contro il Banfield. L'anno successivo, a 18 anni, diventa il primo calciatore nato nel 2003 a segnare nella Liga Profesional con una doppietta nel 2-2 del Rosario Central contro l'Estudiantes (LP).
Chiude la sua esperienza in Argentina con 74 presenze e 6 gol in quattro stagioni con la maglia del Rosario.

#### Fiorentina
Il 3 agosto 2023 firma un contratto con la Fiorentina fino al 2028. Il 19 agosto esordisce ufficialmente con i viola in Serie A nella sfida in casa del Genoa, subentrando nei minuti finali a Giacomo Bonaventura. Nell'andata del turno preliminare contro il Rapid Vienna gioca la sua prima partita in una competizione UEFA. Nel corso della stagione, dopo alcune presenze nelle prime gare della massima serie, esce dalla rotazioni di Vincenzo Italiano trovando sempre meno spazio. Torna in campo per la sesta e ultima presenza stagionale in viola contro l'Atalanta nella vittoria esterna del 2 giugno. Chiude la stagione con 9 partite in tutte le competizioni e un assist a referto.

#### Prestito negli Emirati Arabi
Nella stagione 2024-2025 svolge la preparazione estiva al Viola Park rimanendo ancora in viola dopo alcuni voci per un possibile prestito che si concretizza il 1º ottobre quando viene ufficializzato il suo passaggio a titolo temporaneo alla squadra emiratina dell'Al-Ain.

### Nazionale
Nel gennaio del 2023, viene incluso da Javier Mascherano nella rosa della nazionale Under-20 argentina partecipante al campionato sudamericano di categoria in Colombia.
Nel maggio dello stesso anno, è stato convocato per disputare i Mondiali Under-20, organizzati proprio in Argentina.

## Statistiche

### Presenze e reti nei club
Statistiche aggiornate al 25 dicembre 2024.
| Stagione          | Squadra           | Campionato        | Campionato | Campionato | Coppe nazionali | Coppe nazionali | Coppe nazionali | Coppe continentali | Coppe continentali | Coppe continentali | Altre coppe | Altre coppe | Altre coppe | Totale | Totale |
| Stagione          | Squadra           | Comp              | Pres       | Reti       | Comp            | Pres            | Reti            | Comp               | Pres               | Reti               | Comp        | Pres        | Reti        | Pres   | Reti   |
| ----------------- | ----------------- | ----------------- | ---------- | ---------- | --------------- | --------------- | --------------- | ------------------ | ------------------ | ------------------ | ----------- | ----------- | ----------- | ------ | ------ |
| 2020              | Rosario Central   |                   | -          | -          | CdL             | 5               | 0               |                    | -                  | -                  |             | -           | -           | 5      | 0      |
| 2021              | Rosario Central   | PD                | 15         | 3          | CdL             | 0               | 0               | CS                 | 2                  | 0                  |             | -           | -           | 17     | 3      |
| 2022              | Rosario Central   | PD                | 23         | 2          | CA+CdL          | 1+11            | 0               |                    | -                  | -                  |             | -           | -           | 35     | 2      |
| gen.-lug. 2023    | Rosario Central   | PD                | 17         | 1          | -               | -               | -               |                    | -                  | -                  |             | -           | -           | 17     | 1      |
| Totale Rosario    | Totale Rosario    | Totale Rosario    | 55         | 6          |                 | 17              | 0               |                    | 2                  | 0                  |             | -           | -           | 74     | 6      |
| 2023-2024         | Fiorentina        | A                 | 6          | 0          | CI              | 1               | 0               | UECL               | 2                  | 0                  | SI          | 0           | 0           | 9      | 0      |
| lug.-ott. 2024    | Fiorentina        | A                 | 0          | 0          | CI              | -               | -               | UECL               | 0                  | 0                  | -           | -           | -           | 0      | 0      |
| Totale Fiorentina | Totale Fiorentina | Totale Fiorentina | 6          | 0          |                 | 1               | 0               |                    | 2                  | 0                  |             | 0           | 0           | 9      | 0      |
| ott. 2024-2025    | Al-Ain            | PL                | 2          | 0          | PC+PLC          | 1+0             | 1+0             | ACL                | 1                  | 0                  | Cdm         | 0           | 0           | 4      | 1      |
| Totale carriera   | Totale carriera   | Totale carriera   | 63         | 6          |                 | 20              | 1               |                    | 5                  | 0                  |             | 0           | 0           | 87     | 7      |

### Cronologia presenze e reti in nazionale
| Cronologia completa delle presenze e delle reti in nazionale ― Argentina under 20 | Cronologia completa delle presenze e delle reti in nazionale ― Argentina under 20 | Cronologia completa delle presenze e delle reti in nazionale ― Argentina under 20 | Cronologia completa delle presenze e delle reti in nazionale ― Argentina under 20 | Cronologia completa delle presenze e delle reti in nazionale ― Argentina under 20 | Cronologia completa delle presenze e delle reti in nazionale ― Argentina under 20 | Cronologia completa delle presenze e delle reti in nazionale ― Argentina under 20 | Cronologia completa delle presenze e delle reti in nazionale ― Argentina under 20 |
| Data                                                                              | Città                                                                             | In casa                                                                           | Risultato                                                                         | Ospiti                                                                            | Competizione                                                                      | Reti                                                                              | Note                                                                              |
| --------------------------------------------------------------------------------- | --------------------------------------------------------------------------------- | --------------------------------------------------------------------------------- | --------------------------------------------------------------------------------- | --------------------------------------------------------------------------------- | --------------------------------------------------------------------------------- | --------------------------------------------------------------------------------- | --------------------------------------------------------------------------------- |
| 26-3-2022                                                                         | Ezeiza                                                                            | Argentina under 20                                                                | 2 – 2                                                                             | Stati Uniti under 20                                                              | Amichevole                                                                        | -                                                                                 | Cap. 60’                                                                          |
| 10-5-2022                                                                         | Buenos Aires                                                                      | Argentina under 20                                                                | 3 – 1                                                                             | Perù under 20                                                                     | Amichevole                                                                        | -                                                                                 |                                                                                   |
| 29-5-2022                                                                         | Aubagne                                                                           | Argentina under 20                                                                | 1 – 0                                                                             | Arabia Saudita under 20                                                           | Torneo di Tolone - 1º turno                                                       | -                                                                                 | 55’                                                                               |
| 1-6-2022                                                                          | Vitrolles                                                                         | Panama under 20                                                                   | 0 – 1                                                                             | Argentina under 20                                                                | Torneo di Tolone - 1º turno                                                       | -                                                                                 | 85’                                                                               |
| 4-6-2022                                                                          | Aubagne                                                                           | Francia under 20                                                                  | 6 – 2                                                                             | Argentina under 20                                                                | Torneo di Tolone - 1º turno                                                       | -                                                                                 |                                                                                   |
| 10-6-2022                                                                         | Mallemort                                                                         | Argentina under 20                                                                | 3 – 2                                                                             | Giappone under 20                                                                 | Torneo di Tolone - Finale 5º posto                                                | -                                                                                 | 66’                                                                               |
| 21-1-2023                                                                         | Cali                                                                              | Paraguay under 20                                                                 | 2 – 1                                                                             | Argentina under 20                                                                | Campionato sudamericano U-20 - 1º turno                                           | -                                                                                 | Cap. 83’                                                                          |
| 24-1-2023                                                                         | Cali                                                                              | Argentina under 20                                                                | 1 – 3                                                                             | Brasile under 20                                                                  | Campionato sudamericano U-20 - 1º turno                                           | -                                                                                 | Cap. 46’                                                                          |
| 25-1-2023                                                                         | Cali                                                                              | Argentina under 20                                                                | 1 – 0                                                                             | Perù under 20                                                                     | Campionato sudamericano U-20 - 1º turno                                           | 1                                                                                 | Cap.                                                                              |
| 28-1-2023                                                                         | Cali                                                                              | Colombia under 20                                                                 | 1 – 0                                                                             | Argentina under 20                                                                | Campionato sudamericano U-20 - 1º turno                                           | -                                                                                 |                                                                                   |
| 11-5-2023                                                                         | Buenos Aires                                                                      | Argentina under 20                                                                | 4 – 0                                                                             | Rep. Dominicana under 20                                                          | Amichevole                                                                        | -                                                                                 | 46’                                                                               |
| 15-5-2023                                                                         | Ezeiza                                                                            | Argentina under 20                                                                | 2 – 0                                                                             | Giappone under 20                                                                 | Amichevole                                                                        | -                                                                                 | 60’                                                                               |
| 20-5-2023                                                                         | Santiago del Estero                                                               | Argentina under 20                                                                | 2 – 1                                                                             | Uzbekistan under 20                                                               | Mondiali Under-20 2023 - 1º turno                                                 | -                                                                                 | 72’                                                                               |
| 23-5-2023                                                                         | Santiago del Estero                                                               | Argentina under 20                                                                | 3 – 0                                                                             | Guatemala under 20                                                                | Mondiali Under-20 2023 - 1º turno                                                 | -                                                                                 | 69’                                                                               |
| 26-5-2023                                                                         | San Juan                                                                          | Nuova Zelanda under 20                                                            | 0 – 5                                                                             | Argentina under 20                                                                | Mondiali Under-20 2023 - 1º turno                                                 | 1                                                                                 | Cap.                                                                              |
| 31-5-2023                                                                         | San Juan                                                                          | Argentina under 20                                                                | 0 – 2                                                                             | Nigeria under 20                                                                  | Mondiali Under-20 2023 - Ottavi di finale                                         | -                                                                                 | 75’ 90’                                                                           |
| Totale                                                                            |                                                                                   | Presenze                                                                          | 16                                                                                |                                                                                   | Reti                                                                              | 2                                                                                 |                                                                                   |